# Millonario anónimo
Millonario anónimo (conocido como El secreto en su primera etapa) fue un programa de televisión español de telerrealidad, en el que un millonario dejaba su lujosa vida para convertirse, durante diez días, en un voluntario social, trabajando y conviviendo con gente necesitada hasta desvelar su verdadera identidad y ayudar económicamente a estas personas desfavorecidas. El programa se estrenó el 4 de junio de 2009 en Antena 3, el cual contó con dos temporadas a modo de programas especiales, siendo la primera más exitosa que la segunda, lo que lo llevó a la cancelación. Sin embargo, Atresmedia recuperó el formato para ser emitido regularmente en La Sexta, siendo reestrenado el 29 de mayo de 2014. Este espacio era una adaptación del programa británico The secret millionaire.

## Historia
A finales del mes de enero de 2009, se dio a conocer que Antena 3 estaba interesada en la adaptación de The secret millionaire por parte de la productora ON TV, formato que, tras varios retrasos por parte de la cadena, fue estrenado el 4 de junio de 2009 bajo la denominación de El secreto. Aunque contó con pocas entregas en general, el programa otorgó a la cadena durante su primera temporada una cuota de pantalla bastante aceptable, pero bajó considerablemente en su segunda temporada, hecho que hizo que el programa fuera cancelado.
Cuatro años más tarde, Atresmedia readquirió los derechos para adaptar nuevamente el formato The secret millionaire, ya que la versión americana del programa, emitida en Xplora entre 2013 y 2014, se convirtió en un formato de éxito del canal. Esta vez sería la productora Magnolia TV la encargada de adaptar el formato. Esta nueva versión, llamada Millonario anónimo, fue puesta en marcha el 29 de mayo de 2014, aunque esta vez en La Sexta y logrando buenos datos de audiencia.

## Formato
En cada episodio, un millonario deja su lujosa vida para convertirse, durante diez días, en un voluntario social. Este se infiltrará en un entorno de personas con poco poder adquisitivo, conviviendo con ellos y fingiendo que están realizando un reportaje de tono humano con una persona que quiere ser voluntario. De este modo, logrará infiltrarse con un equipo de cámaras sin levantar sospecha alguna. Al final de la etapa que pasan infiltrados, el millonario desvelará su verdadera identidad y realizará una contribución a las causas sociales en las que se ha sumergido.

## Episodios y audiencias

### Temporada 1
| Nº | Emisión             | Millonario     | Espectadores | Share (%) |
| -- | ------------------- | -------------- | ------------ | --------- |
| 1  | 4 de junio de 2009  | Joaquín Torres | 2.475.000    | 14,1%     |
| 2  | 11 de junio de 2009 | Marcos Bellvis | 2.092.000    | 12,6%     |
| 3  | 2 de julio de 2009  | Marco Aldany   | 2.242.000    | 15,2%     |

### Temporada 2
| Nº | Emisión               | Millonario        | Espectadores | Share (%) |
| -- | --------------------- | ----------------- | ------------ | --------- |
| 1  | 12 de febrero de 2010 | Gustavo García    | 1.624.000    | 8,6%      |
| 2  | 21 de febrero de 2010 | José Ramón García | 939.000      | 6,4%      |

### Temporada 3
| Nº | Emisión             | Millonario                               | Espectadores | Share (%) |
| -- | ------------------- | ---------------------------------------- | ------------ | --------- |
| 1  | 29 de mayo de 2014  | Diego Suárez                             | 1.660.000    | 8,4%      |
| 2  | 5 de junio de 2014  | Enrique y Luis Rubio                     | 1.351.000    | 6,8%      |
| 3  | 19 de junio de 2014 | Lorena Morlote                           | 1.339.000    | 8,0%      |
| 4  | 26 de junio de 2014 | Javier Martínez y Alicia García-Gallardo | 1.259.000    | 7,1%      |
| 5  | 3 de julio de 2014  | Andrés Cárdenas                          | 1.377.000    | 7,9%      |

## Audiencia media por temporada
| Edición     | Programas | Fecha | Cadena   | Espectadores | Cuota |
| ----------- | --------- | ----- | -------- | ------------ | ----- |
| Temporada 1 | 3         | 2009  | Antena 3 | 2 270 000    | 14%   |
| Temporada 2 | 2         | 2010  | Antena 3 | 1 281 500    | 7,5%  |
| Temporada 3 | 5         | 2014  | La Sexta | 1 397 000    | 7,6%  |